# Lax VS
| VS ist das Kürzel für den Kanton Wallis in der Schweiz. Es wird verwendet, um Verwechslungen mit anderen Einträgen des Namens Lax zu vermeiden. |

Lax (walliserdeutsch Laggsch [ˈlɑkʃ]) ist eine Munizipalgemeinde und eine Burgergemeinde mit einem Burgerrat des Bezirks Goms im Schweizer Kanton Wallis. Es bildet zugleich eine Pfarrgemeinde des Dekanats Ernen.

## Geographie
Lax befindet sich in der Region Aletsch am Eingang ins Goms. Der Ort Lax selber liegt auf 1048 m ü. M. Der tiefste Punkt von Lax und des Bezirks Goms liegt im Talgrund an der Rhone auf 980 m ü. M.
Das Gemeindegebiet von Lax, ein schmales Band, das sich vom Tal bis in die Hochgebirgswelt des Gletschgebietes erstreckt, liegt ausschliesslich auf der rechten (nördlichen) Seite der Rhone, also an einem Südhang. Trotz der Höhenlage weist Lax daher ein mildes Klima auf und gilt als Klimakurort. Selbst der frostempfindliche Nussbaum gedeiht in Lax – wie sonst nirgends im Goms. Gegen Osten bilden der tiefe Gorpigraben und der Altbach die Grenze zur Gemeinde Fiesch.

## Geschichte
Lax wird erstmals 1295 als Lacx urkundlich erwähnt. Der Name geht auf lateinisch lăcǔ(s) «trogartige Vertiefung, Mulde; See, Tümpel, Teich» zurück und bezieht sich wahrscheinlich auf die unterhalb des Dorfes liegende, wohl erst spät trockengelegte Mulde. Die älteste erhaltene urkundliche Nennung von Lax als Gemeinde des Zehndens Goms datiert aus dem Jahre 1308. Die ersten Gemeinderegulative stammen von 1436.
Wie das ganze Wallis, so ist auch das Goms relativ trocken. Das älteste Dokument, in dem die Zuteilung von Wasser zu Bewässerungszwecken geregelt ist, geht denn auch auf das Jahr 1347 zurück. Heute betreibt Lax eine Bewässerungsanlage, von der sieben Bauernbetriebe profitieren können.
Lax geriet Ende 2004 in die Schlagzeilen, weil in der Gemeinde ein drehbares Hotel in Form eines 100 Meter hohen Turmes geplant wurde. Der Bau, der 2007 hätte eröffnet werden sollen, kam jedoch nicht zustande.

## Bevölkerung
| Bevölkerungsentwicklung | Bevölkerungsentwicklung | Bevölkerungsentwicklung | Bevölkerungsentwicklung | Bevölkerungsentwicklung | Bevölkerungsentwicklung | Bevölkerungsentwicklung |
| ----------------------- | ----------------------- | ----------------------- | ----------------------- | ----------------------- | ----------------------- | ----------------------- |
| Jahr                    | 1850                    | 1900                    | 1950                    | 2000                    | 2016                    | 2023                    |
| Einwohner               | 167                     | 191                     | 222                     | 290                     | 295                     | 336                     |

## Verkehr

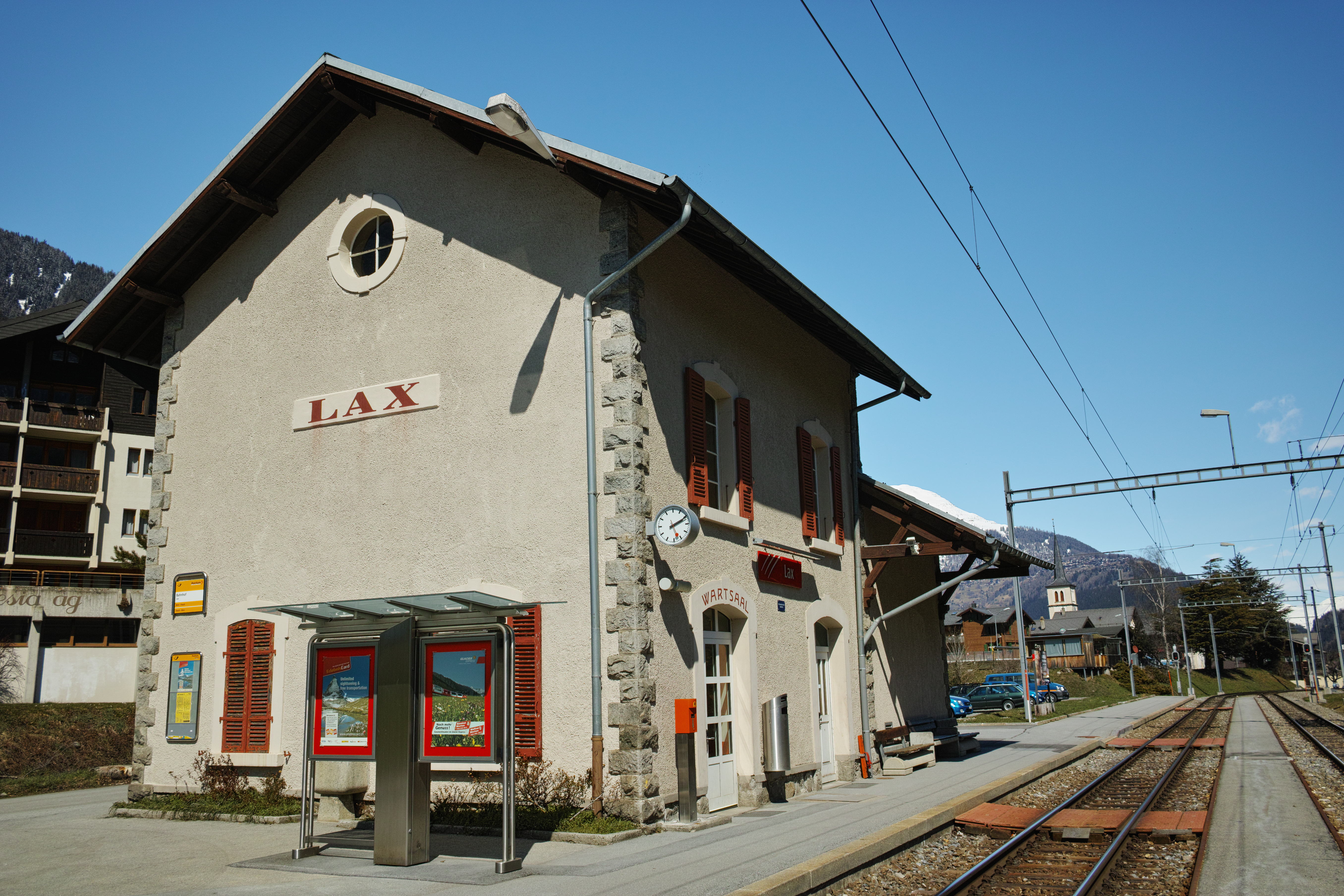
Bahnhof von Lax

Lax ist mit einem Bahnhof der Matterhorn-Gotthard-Bahn an der Strecke der Furka-Oberalp-Bahn an den öffentlichen Verkehr angebunden. Da sowohl die Regionalzüge zwischen Visp und Andermatt als auch jene zwischen Zermatt und Fiesch im Stundentakt verkehren und in Lax auf Verlangen halten, stehen in Lax zwei Verbindungen pro Stunde und Richtung zur Verfügung (Stand 2018). Darüber hinaus fahren einige Postautokurse von Fiesch nach Binn über Lax.
Lax liegt an der Schweizer Hauptstrasse 19. Die Entfernung vom westlich gelegenen Brig beträgt 15 km, von Osten her ist Lax mit dem Autoverlad durch den Furka-Basistunnel, im Sommer auch über den Grimsel-, Furka- oder Nufenenpass zu erreichen.

## Sehenswürdigkeiten

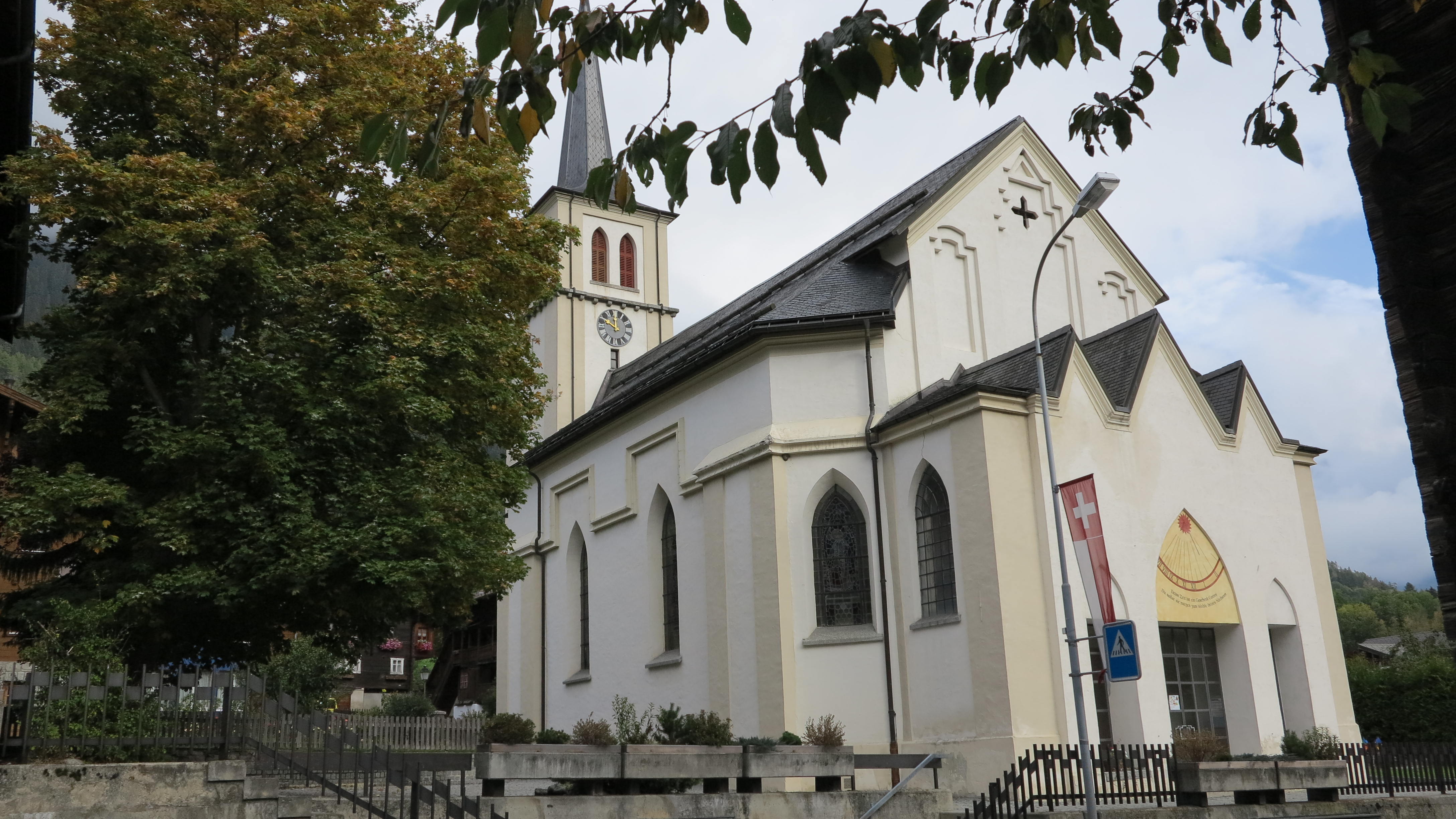
Kirche St. Anna in Lax